# Boehlkea
Boehlkea is een monotypisch geslacht van straalvinnige vissen uit de familie van de karperzalmen (Characidae).

## Soort
- Boehlkea fredcochui Géry, 1966